# Herengracht (Den Haag)

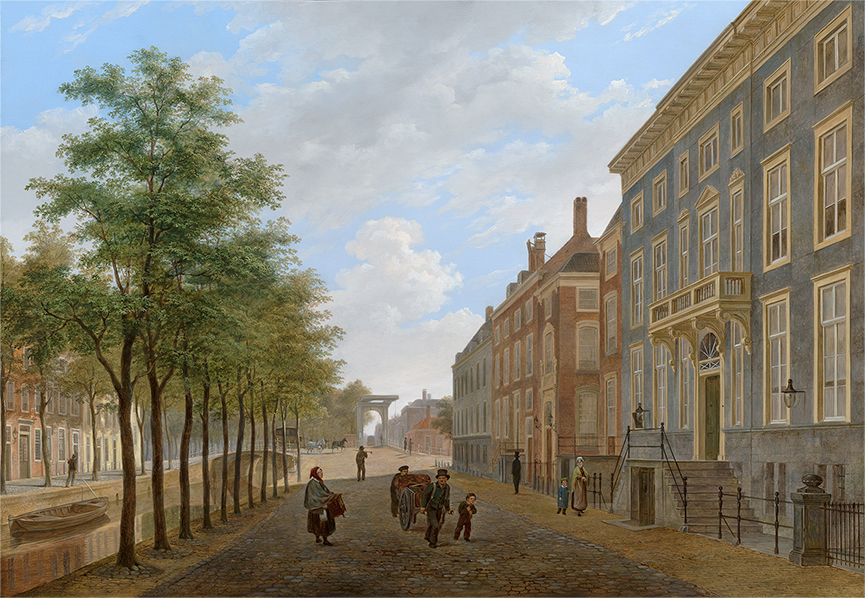
De Herengracht in 1830, voordat de gracht zelf werd gedempt. Op de achtergrond de brug naar de Bezuidenhoutseweg (Bartholomeus Johannes van Hove)

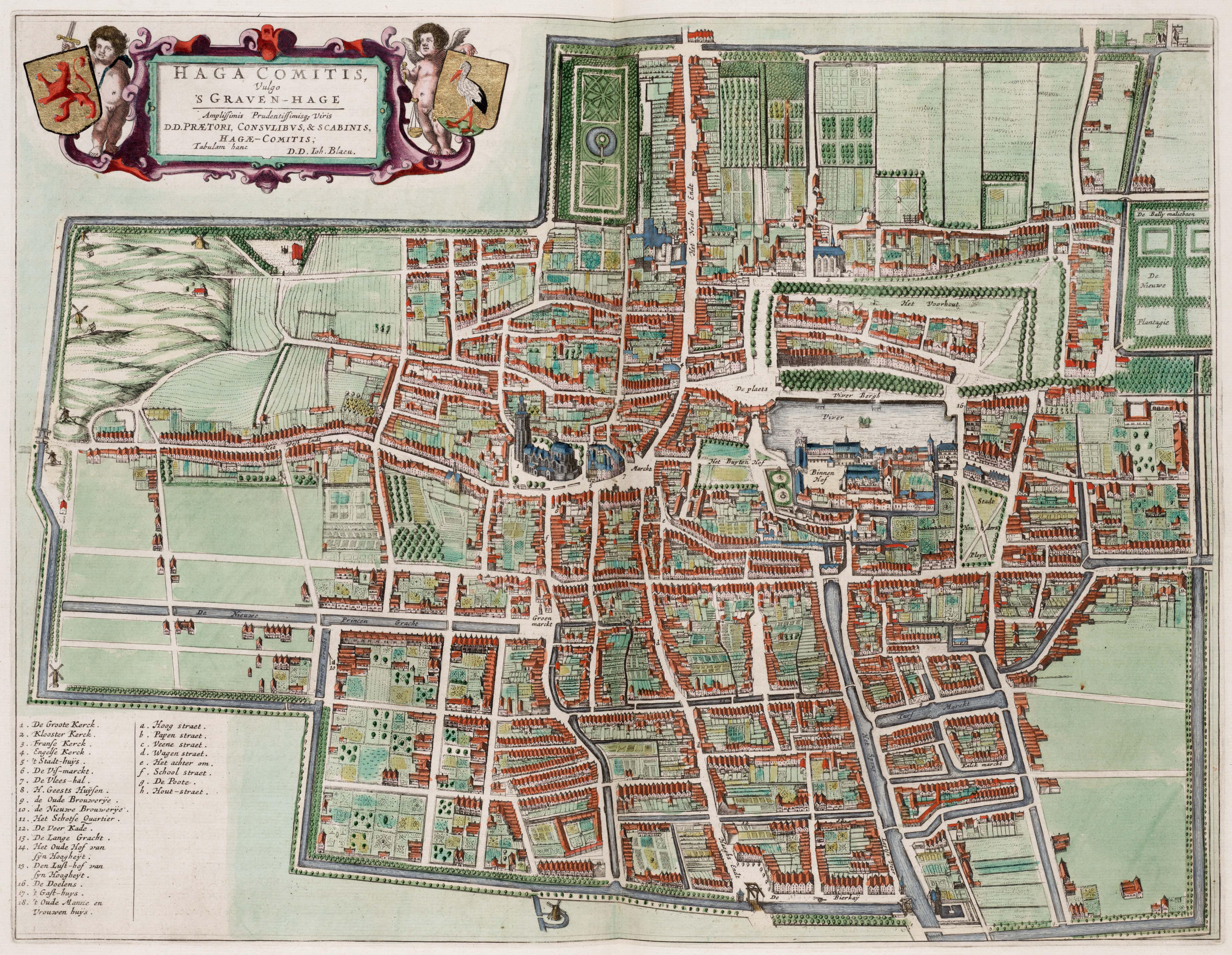
Den Haag in 1649 volgens Blaeu.

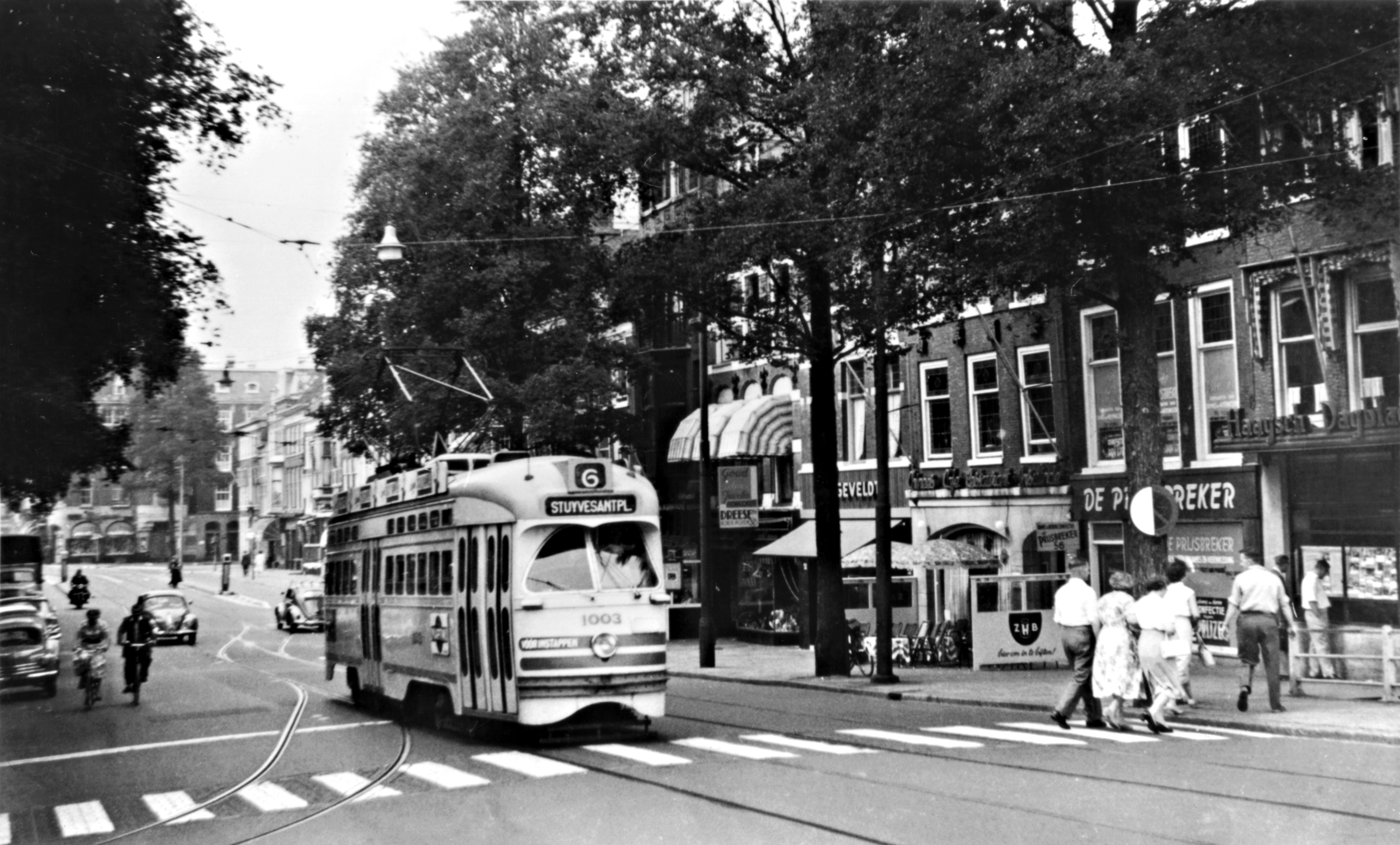
De Herengracht richting de Korte Poten ongeveer 1959. De iepen zijn voor 2009 bijna alle gerooid wegens iepziekte. De tram en de rails zijn verdwenen. Het zijspoor liep de Zwarteweg op naar het Gebouw voor Kunsten en Wetenschappen.

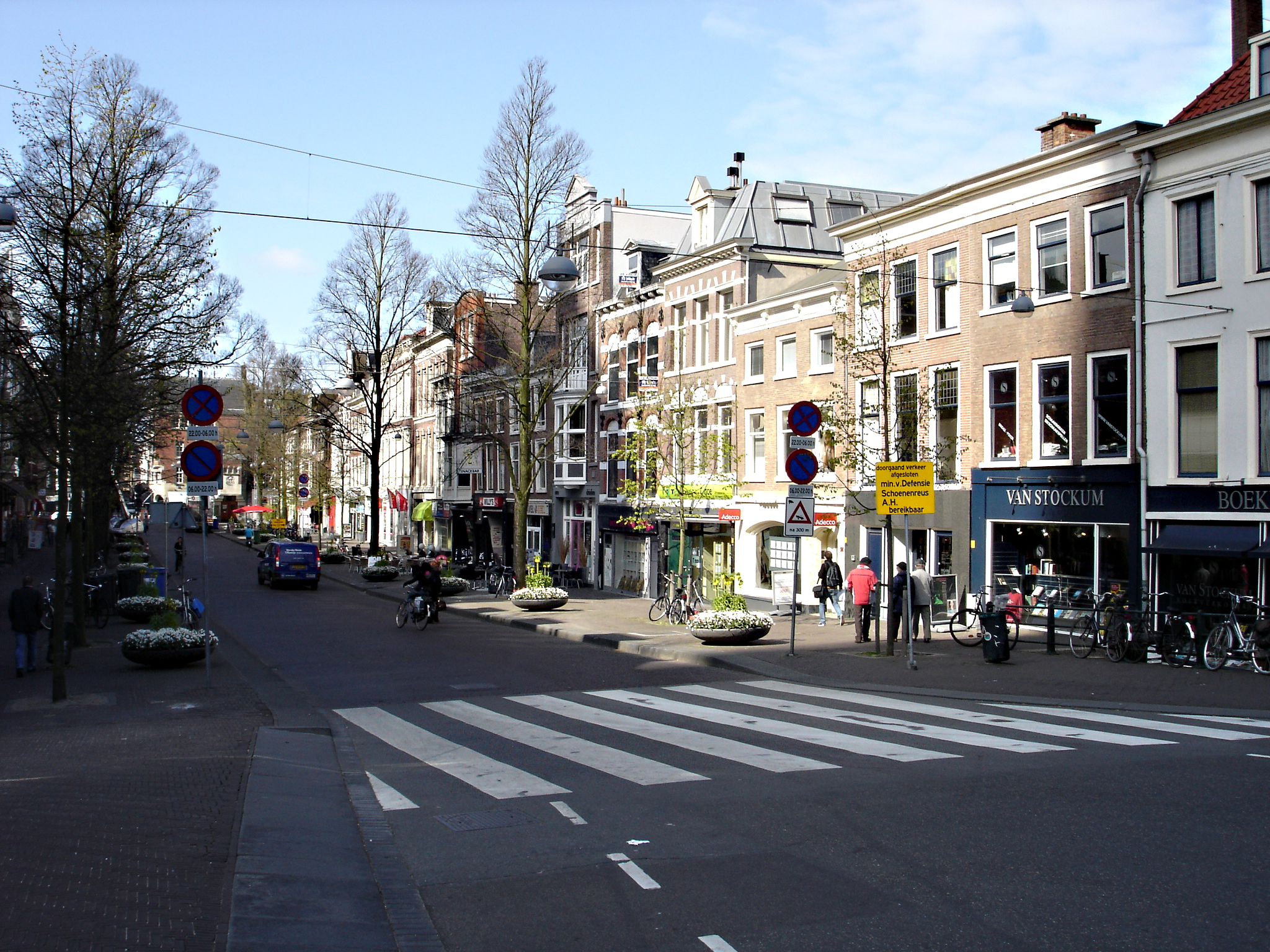
Foto vanaf hetzelfde punt in 2010. De meeste statige iepen zijn gerooid. Er voor in plaats zijn linden gekomen.

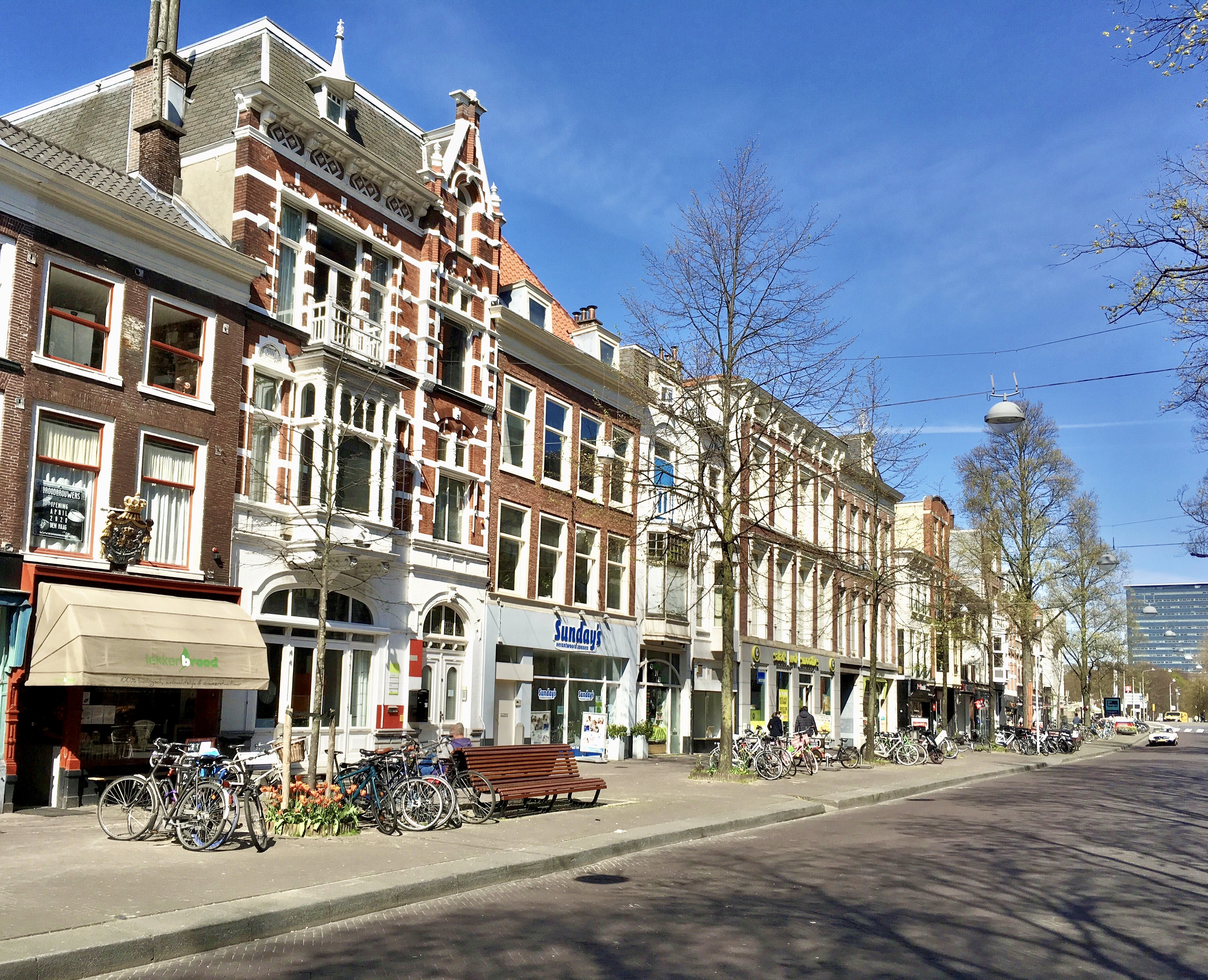
Herengracht richting de Koekamp/Malietoren.

De Herengracht in Den Haag is een korte gedempte gracht die loopt van de Bezuidenhoutseweg naar de Fluwelen Burgwal en de Korte Poten/Bleijenburg. Ze is in het begin van de 17de eeuw gegraven en aan het eind van de jaren 1850 gedempt. Thans is zij een van de wandelroutes van het Haagse Centraal Station naar het centrum. De vroegere spelling was Heerengracht.

## Geschiedenis
In het verlengde van de Korte en Lange Poten ontstond een weg richting Leiden die eerst ‘Heerenbaen tenijnden de Pooten’ werd genoemd. Vermoedelijk wordt met tenijnden bedoeld: teneinde de Poten (Korte én Lange) te kunnen bereiken. De Heeren verwijst naar de welstand van een deel van de bevolking dat hier later aan de zuidkant enkele grote en voorname woningen liet bouwen. Herengracht 19 is een vorm van stadspaleis dat gebouwd werd door de toen zeer gewilde architect Pieter de Swart (1709 – 1772) en nu een Rijksmonument is. Prins Maurits legde tijdens de Tachtigjarige Oorlog grachten aan om de stad te beschermen. Enkele van de grachtpanden hadden zeer lang grote tuinen waar ook eigen groente werd gekweekt. In tegenstelling tot de grachten aan de zuidoost- en zuidwestzijde van de stad had de Herengracht geen overlaadfunctie voor goederen, passagiers of vee. Op de kaart van Blaeu uit 1649 was er over de Herengracht een bruggetje dat de huidige Prinsessegracht met de huidige Zwarteweg verbond. De gracht liep richting centrum en boog het Bleijenburg in. Het noordelijk einde van de Herengracht was eeuwenlang het einde van Den Haag; het noordoostelijk deel van de Haagse grachtengordel eindigde er. 

### Na de demping
De Herengracht was een van de eerste grachten in Den Haag die werden gedempt, juist omdat er geen verkeers- of handelsfunctie mee gemoeid was. Toen de Nederlandsche Rhijnspoorweg-Maatschappij (NRS) in 1870 het Staatsspoor-station opende, werd de Herengracht de verbinding van het stadscentrum naar dat station (dat buiten de grachtengordel en het centrum lag). Op 1 september 1880 werd de Haagse paardentramlijn die van de Loosduinsebrug naar het Buitenhof liep, dóór het Binnenhof en via het Plein en Herengracht naar de Rijnstraat (Rhijnspoorstation) verlengd. In 1906 kwam de nieuwe elektrische tramlijn 3 over de Herengracht in dienst. Meer tramlijnen volgden later. In eerste instantie reden de trams de Herengracht op vanaf de Korte Poten. (Het Plein was hét tramknooppunt) In de andere richting reden ze door de zeer krappe Herenstraat naar het Plein. Om die in te kunnen rijden was een grote slinger nodig op het Bleijenburg, aansluitend op de Herengracht. Nadat de stadstrams verdwenen van het Plein in 1931 gingen zij via Fluwelen Burgwal en Herengracht rijden. Lijn A, 1 (2e), 3 (3e) 4, 4A, 6, 13 (3x), 16 en 17 (3e) en 21 hebben er gereden. De verkeersfunctie van de Herengracht nam in de jaren 1930 nog meer toe door diverse Haagse verkeersdoorbraken. Door de aanleg van de Grote Marktstraat en de doorbraak bij de Kalvermarkt werd de Herengracht de verkeersweg naar Leiden.

## Nummer 17
Het beroemdste huis is nummer 17, dat sinds 1921 op de monumentenlijst staat. Het huidige huis werd rond 1870 gebouwd maar voordien stond er een huis, dat in 1625 werd gekocht door Reinier Pauw en later bewoond door zijn zoon staatsman Adriaan Pauw. Deze verhuisde na het overlijden van zijn vader in 1636 naar diens huis aan de Korte Vijverberg nummer 3. Zijn broer Cornelis Pauw woonde ook aan de Herengracht. In de achttiende eeuw werd het huis bewoond door de hofpredikant en boekenverzamelaar Jean Royer en na hem zijn zoon de jurist Jean Theodore Royer, die in het huis een grote kunst- en cultuurverzameling aanlegde, waaruit in 1816 het Koninklijk Kabinet van Zeldzaamheden ontstond. 
- Alexine Tinne werd er in 1835 op nummer 17 geboren. Later verhuisden haar ouders naar Lange Voorhout 32.
- De Haagsche Kunstkring begon op nummer 17 in 1891.
- Op 21 oktober 1919 werd het eerste hoofdkantoor van de KLM geopend.
- Bankiersfirma De Bas & Co, opgericht in 1884 door Hendrikus Schuurman en François Christiaan de Bas, zat hier van 1911 tot aan zijn overname door de Nederlandsche Handel-Maatschappij (1941).
- Bureau Algemene Bestuursdienst (Staf) Deltacommissaris is er nu gevestigd.

## Ontwikkelingen na 1970
De tram – als laatste lijn 6 – werd in 1976 verlegd naar een viaduct langs de Muzenstraat en over het Centraal Station. Sindsdien reden er geen trams meer. In 2004 verdween pas de laatste rails, op de Herenbrug. Het op nummer 13-15 gevestigde theater Odeon werd in 1975 tot bioscoop verbouwd. Deze sloot in 1995 zijn deuren.
Bij de aanleg van de Haagse tramtunnel werd de Herengracht verkeersluw gemaakt en opnieuw ingericht. In november 2009 verdween met de uitvoering van het Haagse Verkeerscirculatieplan de verbindende functie om dóór het centrum te kunnen rijden. De Herengracht verloor zijn iepen aan de iepziekte; deze werden door linden vervangen. De nachthoreca verdween door een strenger horecabeleid.